# Centro Cultural Teatro Guaíra

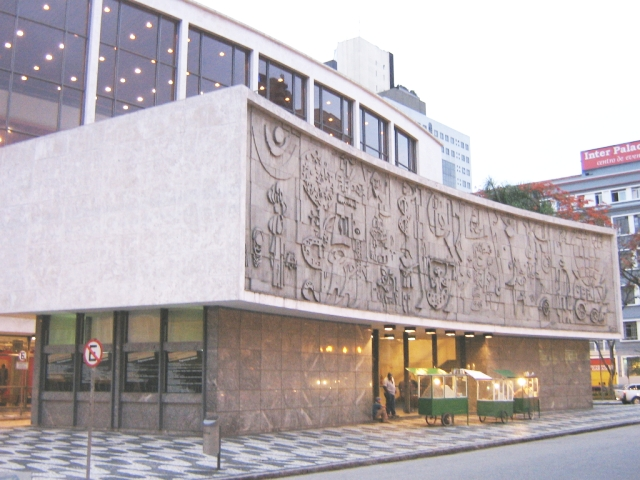
Fachada del teatro, con un mural de Poty Lazzarotto.

El Centro Cultural Teatro Guaíra es una institución cultural con auditorios para teatro, danza y espectáculos musicales, cuyo complejo arquitectónico se localiza en la Plaza Santos Andrade, en la ciudad brasileña de Curitiba.
Es administrado por el gobierno del Estado de Paraná y contiene las actividades de la Orquesta Sinfónica de Paraná, la compañía de danza Ballet Teatro Guaíra y el Teatro de Comedia de Paraná (TCP).

## Historia
Comienzos
La historia del Teatro Guaíra comienza en el siglo XIX. El inmueble se situaba en el lugar donde hoy está el edificio de la Biblioteca Pública de Paraná, en la Rua Cândido Lopes, y su inauguración estaba programada para el día 28 de septiembre de 1884, con el nombre de Theatro São Theodoro, en homenaje a Theodoro Ébano Pereira, fundador de Curitiba. La apertura se canceló por la eclosión de la Revolución Federalista, que utilizó el edificio como prisión política. Dieciséis años más tarde, el 3 de noviembre de 1900, luego de obras de reforma, ampliación e instalación de iluminación eléctrica, el teatro fue finalmente inaugurado, recibiendo el nombre de Teatro Guayra. Las instalaciones fueron redecoradas y ampliadas en 1915. El prefecto Aluízio França ordenó la demolición de la edificación en 1937, alegando peligro de desmoronamiento. 
Proyecto del nuevo edificio

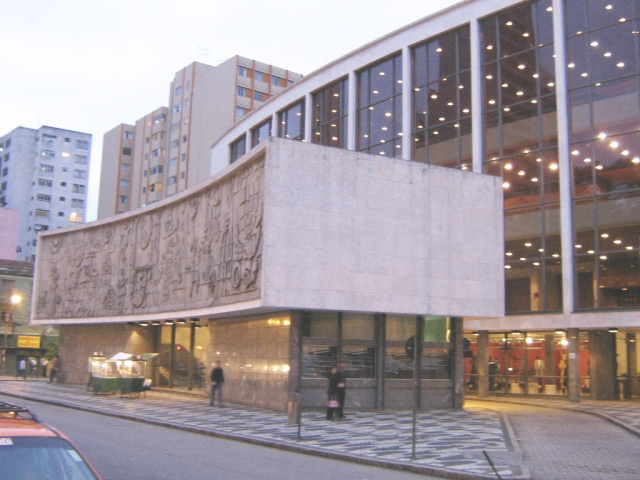
Vista de la fachada.

En 1948, durante el gobierno de Moisés Lupion, se realizó un concurso para escoger un proyecto para el nuevo edificio del teatro. La propuesta del arquitecto Rubens Meister, de entonces 26 años, quedó relegada al tercer lugar, siendo las dos primeras propuestas proyectos clásicos, con un estilo parecido al de los teatros municipales de Río de Janeiro y de São Paulo. El gobernador siguiente, Bento Munhoz da Rocha, terminó optando por el proyecto de Meister, por considerar que condecía más con su propuesta de modernizar la capital paranaense. La localización fue cambiada de la Plaza Rui Barbosa, que dejaría de existir para albergar el edificio, hacia una superficie más grande, de una manzana entera, situada en uno de los lados de la Plaza Santos Andrade. De esta manera, el proyecto inicial pudo ser ampliado, formando un complejo arquitectónico con tres auditorios y todas las dependencias necesarias para la producción de piezas y espectáculos, con salas de ensayo, atelier de costura y taller escenográfico, entre otras.
Construcción del complejo e inauguración del Guairinha
Las obras comenzaron en 1952. El Auditorio Salvador de Ferrante, de tamaño medio, conocido como Guairinha, fue inaugurado el 19 de diciembre de 1954, con la presencia del Presidente de la República Café Filho. La primera pieza representada en el auditorio fue "Vivendo em Pecado", de Terence Rattigan, da companhia Dulcina, el 25 de febrero de 1955.
Las obras del gran auditorio continuaron lentamente durante dieciséis años. El 25 de abril de 1970, cuando la inauguración estaba próxima, un incendio causó graves daños al edificio, que precisó más de cuatro años para quedar listo.
Inauguración del Auditorio Bento Munhoz da Rocha Netto
El gran auditorio, también conocido como Guairão, fue inaugurado el 12 de diciembre de 1974, recibiendo el nombre de Auditorio Bento Munhoz da Rocha Netto. La pieza del debut fue Paraná, Terra de Todas as Gentes, de Adherbal Fortes y Paulo Vítola.
Unidades incorporadas luego de la inauguración
El Auditorio Glauco Flores de Sá Brito, conocido como miniauditorio, fue inaugurado un año después del gran auditorio, en 1975, siendo reservado principalmente a compañías de teatro paranaenses y espectáculos experimentales y de vanguardia.
El Teatro José Maria Santos no forma parte del predio principal, pero integra el patrimonio del Centro Cultural Teatro Guaíra. Fue inaugurado el 27 de junio de 1998.

## Auditorios
- Auditorio Bento Munhoz da Rocha Netto, o Guairão: es el auditorio más grande del Teatro Guaíra, con capacidad para un público total de 2.173 personas (1.156 en la platea, 539 en el primer balcón y 478 en el segundo balcón). La entrada es por la Rua Conselheiro Laurindo (en frente de la Plaza Santos Andrade).

- Auditorio Salvador de Ferrante, o Guairinha: Auditorio de capacidad media, para 504 personas (324 en la platea y 180 en el balcón). La entrada es por la Rua XV de Novembro.

- Auditorio Glauco Flores de Sá Brito, o Miniauditorio: es el auditorio de menor tamaño, con capacidad para 104 personas. La entrada es por la Rua Aminthas de Barros.

- Teatro José Maria Santos: Es un teatro con 177 lugares, que no formó parte del complejo de la Plaza Santos Andrarde, estando localizado en la Rua Treze de Maio, 655.

### Danza
- Escuela de Danza Teatro Guaíra: tiene como objetivo formar profisionales de la danza.
- Ballet Teatro Guaíra: es una de las más compañías de danza más importantes de Brasil.
- Guaíra 2 Cía de Danza: es una compañía de danza contemporánea creada en 1999.